# Angier
Angier – miasto w Stanach Zjednoczonych, w stanie Karolina Północna, w hrabstwie Harnett.